# Alles für Papa
Alles für Papa ist eine deutsche Filmkomödie aus dem Jahre 1953 von Karl Hartl mit Johanna Matz und Curd Jürgens in den Hauptrollen.

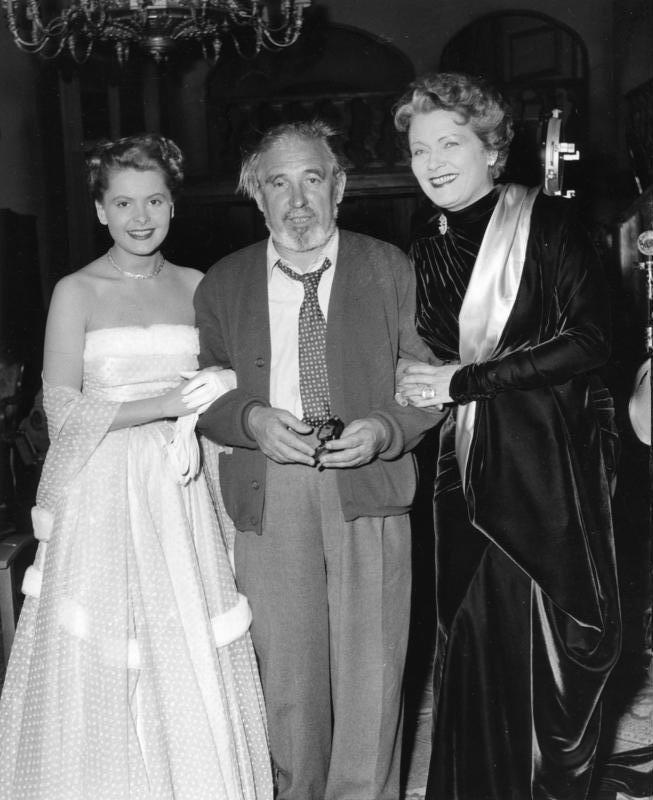
Johanna Matz, Karl Hartl, Olga Tschechowa (v. l. n. r.) 1953 bei den Dreharbeiten zu Alles für Papa

## Handlung
Charlott Haberland ist, im Gegensatz zu dem Herrn Papa, ein durch und durch braves Töchterchen. Von ihrem verwitweten Vater Clemens, einem vermögender Zeitungsverleger und echten Luftikus, zwecks solider Erziehung in ein Schweizer Internat geschickt, kehrt sie eines Tages nach ihrem erfolgreichen Schulabschluss zu ihm heim. Charlott ist ein wenig schockiert, denn anstatt eines besonnenen, ruhigen Papas trifft sie auf einen lebens- und abenteuerlustigen Mann in den „besten Jahren“, der, obwohl er seine Frau verloren hat, das Leben in vollen Zügen genießt. Seine Tochter überschüttet Clemens geradezu mit ihrer Fürsorge und will einen häuslichen Vater. Daher gibt es für sie nur eine Konsequenz: Der Herr Papa braucht unbedingt etwas Festes, eine neue Ehefrau!
Dies widerspricht aber so ganz und gar der Lebensplanung von Clemens, und da das Töchterchen keine Ruhe gibt, greift er zu einem besonders drastischen Mittel. Er schafft sich eine neue, eine Zweitexistenz an. Zum Schein geht Clemens daher auf Charlotts Wünsche ein: Während der alte Clemens heimlich sein Leben als flotter Charmeur weiterführt, macht der neue Clemens genau das, was Charlott von ihm erwartet. Dieses Doppelleben erweist sich auf die Dauer jedoch als anstrengender als gedacht. Bei ihrer Partnerinsuche erleidet das Töchterchen auch noch prompt Schiffbruch: Die Auserwählte erweist sich als professionelle Heiratsschwindlerin! Dafür hat das Mädchen in eigenen Liebesdingen mehr Fortüne: Sie lernt einen jungen Reporter kennen, den smarten und liebenswürdigen Ferry Stuck. Beiden werden ein Paar. So hat zwar Clemens keine Frau fürs Leben gefunden, wird aber von seiner Tochter demnächst zum Großvater gemacht.

## Produktionsnotizen
Alles für Papa entstand ab dem 4. Oktober 1953 im Filmatelier Göttingen sowie mit Außenaufnahmen in München und am Starnberger See. Die Uraufführung erfolgte am 22. Dezember 1953 in Düsseldorf und Stuttgart, die Berliner Premiere war am 11. Juni 1954.
Produzent Ludwig „Luggi“ Waldleitner übernahm auch die Produktionsleitung. Gabriel Pellon gestaltete die Filmbauten. Charlotte Flemming entwarf die Kostüme, Werner Schlagge sorgte für den Ton.

## Kritik
Das Lexikon des Internationalen Films urteilt: „Ein junges Mädchen bemüht sich mit Erfolg, den leichtsinnigen verwitweten Vater auf den Pfad der Tugend zu bringen. Gefühlsbetonte Familienkomödie, angesiedelt in „besseren Kreisen“.“